# Daniel Varujan
Daniel Varujan (armeno: Դանիէլ Վարուժան; Perknik, 20 aprile 1884 – Çankırı, 26 agosto 1915) è stato un poeta armeno contemporaneo.

## Biografia
Nato a Perknik, un piccolo villaggio nei pressi di Sebaste in Anatolia. Il suo vero nome era Daniel Tchboukkarian (Դանիէլ Չպուքքարեան).  Nel 1896 si reca con la madre a Costantinopoli alla ricerca del padre, arruolato nell'esercito turco e imprigionato dal regime del "Sultano Rosso" Abdul Hamid. Tra il 1896 e il 1898 studiò nel collegio mechitarista a Costantinopoli e poi nella scuola media di Kadıköy, i padri lo inviarono a Venezia presso il collegio Mourad-Rafaelian, dove pubblicò la sua prima raccolta di poesie "Fremiti" (1906), tra il 1906 e il 1909 studiò presso l'Università di Gand dove passò un periodo di crisi esistenziale. 
Ritornato in Turchia, si sposa e la sua fama di poeta cresce dopo la pubblicazione del "ll cuore della stirpe" (1909) e "Canti Pagani" (1913); nel 1912 si trasferisce a Costantinopoli dove lavora come direttore di una scuola. Nascono due bambini; il terzo nasce proprio nel 1915; in questi anni Varujan si accosta al cristianesimo e inizia a scrivere "ll canto del pane" (rimasto incompiuto).
Nella notte fra il 23 e il 24 aprile 1915 l'élite armena di Costantinopoli fu arrestata e deportata nel deserto; molti di loro vennero prelevati dalle loro case; Varujan verrà ucciso a colpi di pugnale il 28 agosto 1915 (da verificare perché non corrisponde a quella posta all'inizio); muore a 31 anni; prima dell'arresto aveva in mente di proseguire "Il canto del pane" e scrivere "Il canto del vino".
Quando fu ucciso aveva in tasca Il canto del pane; questo testo fu creduto perduto per molti anni; ma alcuni amici superstiti, dopo la fine della prima guerra mondiale, cercarono di recuperarlo, affidandone la ricerca ad un agente segreto, Arshavir Esayan, che lo ritrovò fra i beni sequestrati agli armeni. Pubblicato postumo a Costantinopoli, nel 1921, il canto del pane divenne il simbolo della vita del popolo. 

## Il martirio della circoloMehyan
Nel 1908 diede il via, con alcuni autori quali Gostan Zarian, Hagop Oshagan, Aharon Parseghian e Kegham Parseghian un movimento letterario Rinascimento Armeno (1908-1915). Le sue poesie sono ricche di immagini concrete frutto dell'orientalismo che lo contraddistingue; queste immagini si fondono al simbolismo europeo di quegli anni. La particolarità di questo movimento artistico era da ricercarsi nel passato pre-cristiano del popolo armeno, nelle sue radici pagane e misterosofiche, precedenti all'evangelizzazione di San Gregorio Illuminatore. 
Sulla scorta di tali suggestioni molti di questi autori fondarono la rivista Mehyan (Մեհեան, Il Tempio) che si richiamava ancora più fortemente alle radici pagane e identitarie della cultura e dell'intellettualità armena. Tali autori si ponevano l'obiettivo di ridare vita ad una letteratura e cultura nazionale e identitaria armena da opporre al Panturchismo imperante in quegli anni che costringeva le minoranze dell'impero ad un drastico ripiegamento e ad una autoghettizzazione.
Daniel Varujan, era considerato un importante caposcuola e i suoi giudizi critici erano ritenuti assai significativi. Ad esempio, a proposito del poeta Hrand Nazariantz anch'egli armeno attivo in quegli anni a Costantinopoli così scriveva:
«Nazariantz ha composto poemi che possono eguagliare nel loro splendore profondo quelli di Stéphane Mallarmé, poeta francese. La sua anima ha infatti un'eccezionale affinità con l'anima del principe dei poeti. Anima sempre tesa verso un'ebbrezza sconosciuta e indefinita che si può appena percepire attraverso l'umana aspirazione. Le sue immagini sono di una profondità suggestiva. Nazariantz è un poeta luminoso»

## La morte
Lo scrittore armeno e medico Ruben Sevak (da verificare, visto che alla sua voce la sua morte è collocata 2 giorni prima di quella di Varujan) e altri tre testimoni oculari hanno descritto la tortura e la morte di Varujan. Dopo essere stato arrestato e incarcerato, fu comunicato che stava per essere portato in un villaggio. Lungo la strada, un funzionario turco e il suo assistente, accompagnati da cinque "poliziotti" armati fino ai denti, fermarono il convoglio. Dapprima trascinarono via due prigionieri, conducendo gli altri nudi attraverso i boschi circostanti. Poi li legarono uno ad uno agli alberi e cominciarono a scorticarli vivi con i coltelli. Le loro urla venivano udite da testimoni nascosti anche a svariati chilometri. 

## Opere
- Ցեղին սիրտը (Costantinopoli, Hratarakutiwn Artsiw Zogh. Gravacharanotsi, 1909).
- Հեթանոս երգեր (Galata, Tpagrutiwn "Shant," 1912).
- Հացին երգը (Costantinopoli, O. Arzuman, 1921).
- Սարսուռներ (Gerusalemme Tparan Srbots Hakobeants, 1950).
- Ցեղին սիրտը (Gerusalemme, Tparan Srbots Hakobeants, 1953).
- Հեթանոս երգեր (Gerusalemme, Tparan Srbots Hakobeants, 1953).
- Նամականի (Erevan, Haypethrat, 1965).
- Սարսուռներ. Ցեղին սիրտը. հատուածներ (Venezia, San Lazzaro, 1981).
- Հեթանոս երգեր. Հացին երգը. հատուածներ (Venezia, San Lazzaro, 1981).